# Réquiem (Mozart)

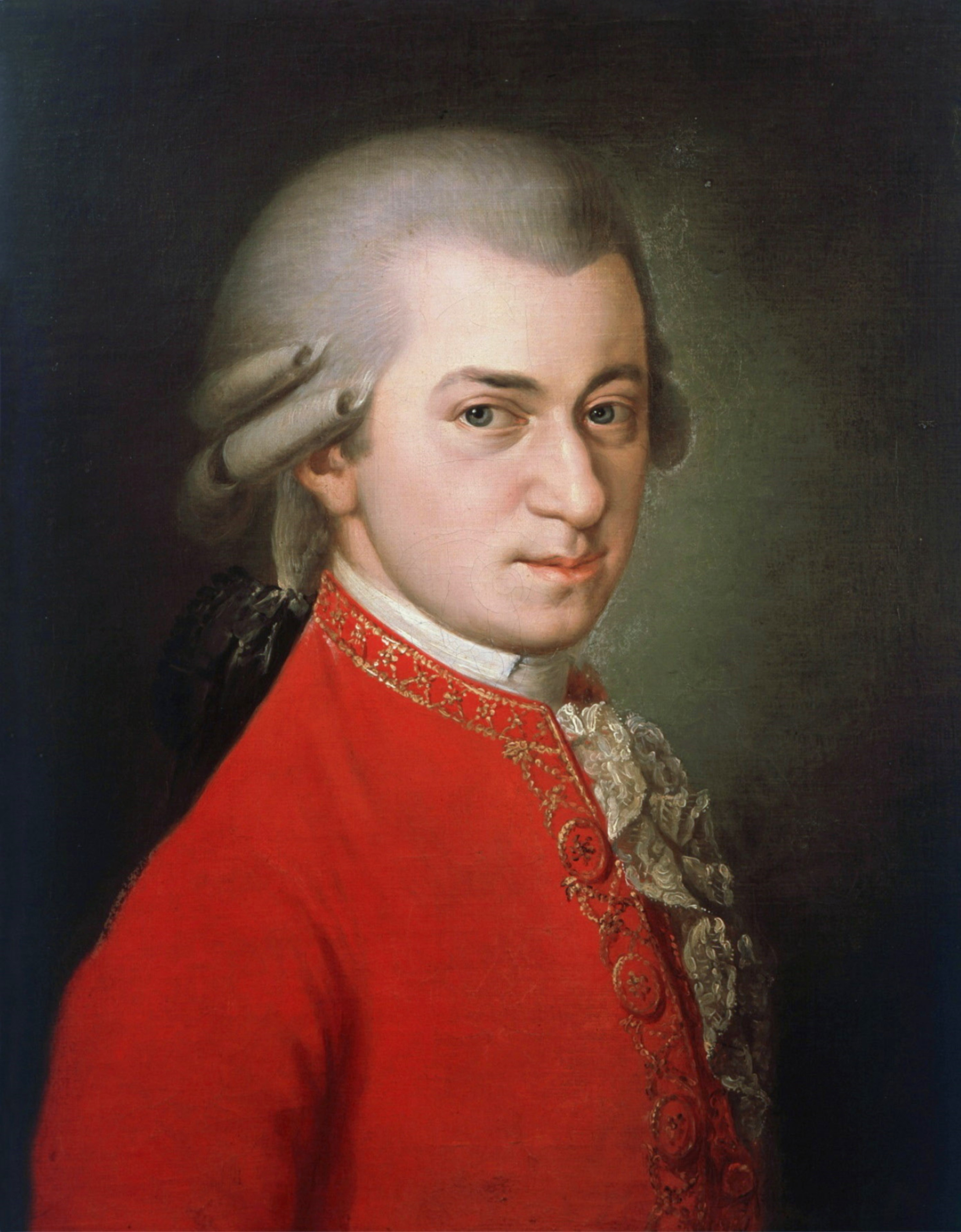
Retrato póstumo de Wolfgang Amadeus Mozart (Barbara Krafft, 1819)

La Misa de Réquiem en re menor, K. 626, es una misa de Wolfgang Amadeus Mozart, basada en los textos latinos para el réquiem, es decir, el acto litúrgico católico celebrado tras el fallecimiento de una persona. Se trata de la decimonovena y última misa escrita por Mozart, que murió en 1791, antes de terminarla. El compositor Franz Xaver Süssmayr la finalizó, y el propio autor, ya enfermo, le dio numerosas indicaciones para hacerlo. A pesar de que no pudo ser terminada en su totalidad por el maestro austríaco, es considerada como una de las obras más transcendentales de Mozart.

## Historia

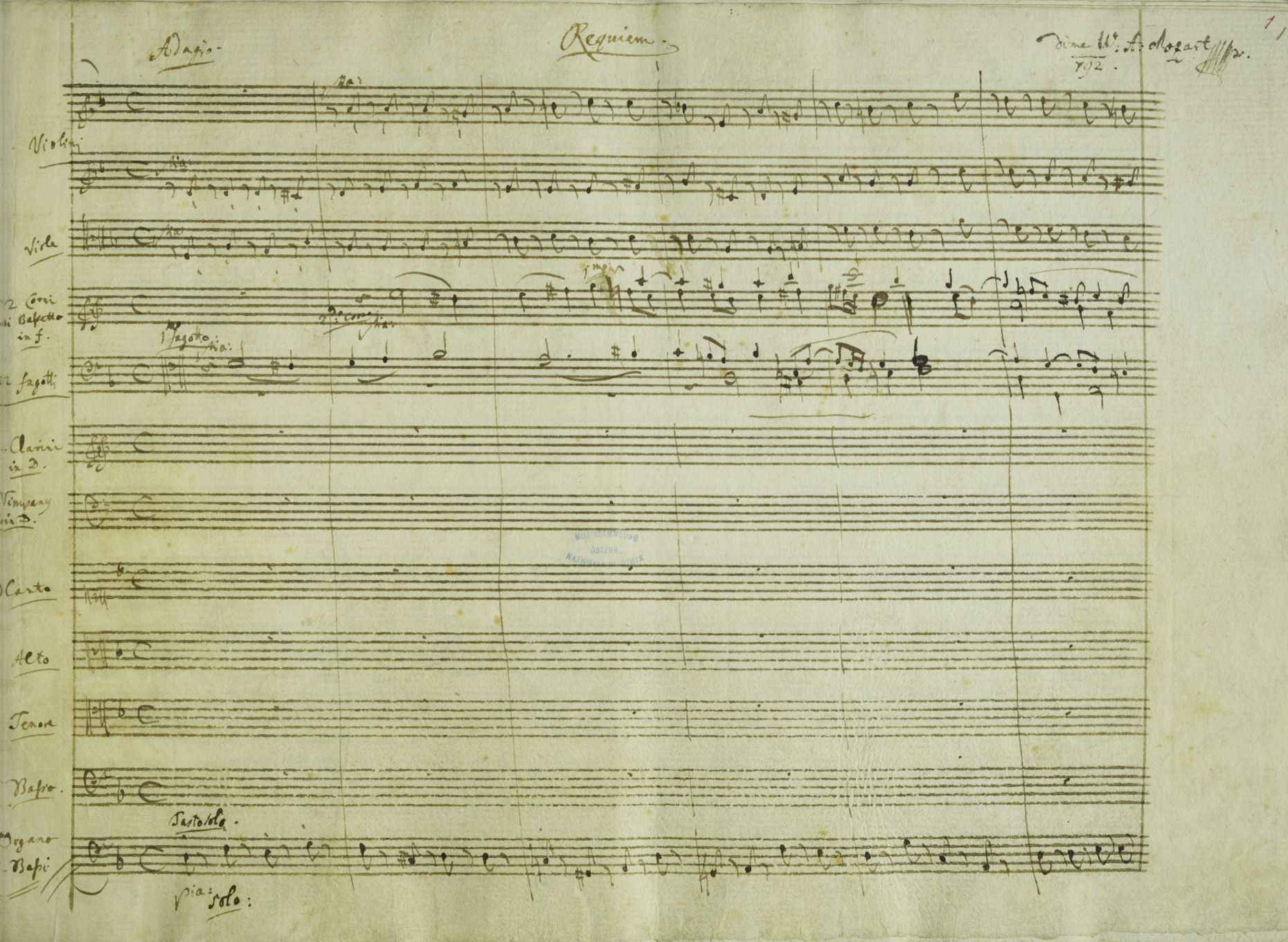
Página del Réquiem de Mozart

En junio de 1791, Mozart ofreció en Viena uno de sus mejores y últimos conciertos públicos; tocó el Concierto para piano n.º 27 (KV 595). Su último hijo, Franz Xaver Wolfgang Mozart, nació el 26 de julio.
Días antes, en su hogar, se presentó un desconocido, vestido de negro, que rehusó identificarse y encargó a Mozart la composición de un réquiem. El desconocido le dio un adelanto y quedaron en que regresaría en un mes. Pero el compositor fue llamado desde Praga para escribir la ópera La clemencia de Tito, para festejar la coronación de Leopoldo II.
Cuando subía con su esposa al carruaje que los llevaría a esa ciudad, el desconocido se presentó otra vez, y preguntó por su encargo. Esto sobrecogió al compositor.
Más tarde, se supo que aquel personaje (al parecer, llamado Franz Anton Leitgeb) era un enviado del conde Franz von Walsegg, músico aficionado cuya esposa había fallecido. El viudo deseaba que Mozart compusiese la misa de réquiem para los funerales de su mujer, pero quería hacer creer a los demás que la obra era suya, y por eso permanecía en el anonimato.
Según la leyenda, Mozart, obsesionado con la idea de la muerte desde la de su padre, debilitado por la fatiga y la enfermedad, muy sensible a lo sobrenatural por una supuesta vinculación con la francmasonería en esa época de su vida[cita requerida] e impresionado por el aspecto del enviado, terminó por creer que este era un mensajero del destino y que el réquiem que iba a componer sería para su propio funeral.[cita requerida]
Una de las principales influencias de esta obra puede hallarse en el Réquiem, de Michael Haydn, compuesto en 1771 para la muerte del arzobispo de Salzburgo, S. C. Schrattenbach.[cita requerida]
Aunque al parecer se interpretaron extractos del Réquiem en una misa en memoria de Mozart celebrada el 10 de diciembre de 1791, el estreno de la obra completa se produjo en Viena el 2 de enero de 1793, en un concierto en beneficio de la viuda del músico austríaco, Constanze Weber. Se interpretó de nuevo el 14 de diciembre de 1793, durante la misa que conmemoraba la muerte de la esposa del conde Walsegg y bajo la dirección del propio conde. Después de esta interpretación, el conde Walsegg realizó una reducción para quinteto de cuerda, pero la obra no volvió a interpretarse bajo su patrocinio.[cita requerida]
El musicólogo Miguel Ángel Marín ha estudiado la recepción de esta obra en España durante el siglo XIX, concluyendo que llegó antes a ciudades como Orihuela, Olot y Málaga, además de Sevilla, Madrid y Barcelona, que a muchas otras poblaciones de Europa -Oxford entre ellas.

## Finalización
Al morir el compositor el 5 de diciembre de 1791, dejó el Requiem inconcluso. Su mujer, por expreso deseo de Mozart, buscó un compositor que acabase la obra, Franz Xaver Süssmayr, su discípulo. Se piensa que Süssmayr fue sobornado por Constanze para que no revelase su participación en la composición del Requiem, ya que la obra había sido presentada al público como íntegra de Mozart, y el éxito cosechado en su estreno podría ser empañado si se descubría la verdad. En la película Amadeus, de Miloš Forman, se muestra ficcionalmente a Salieri como la persona que completó la obra.
Actualmente se sabe que Mozart completó íntegramente únicamente el Introito. El Kyrie y la Sequentia fueron en gran parte compuestos por Mozart, aunque los finalizó Süssmayr. El Ofertorio, también comenzado por Mozart, fue completado por su alumno. Los dos siguientes movimientos fueron compuestos en su totalidad por Süssmayr.[cita requerida]

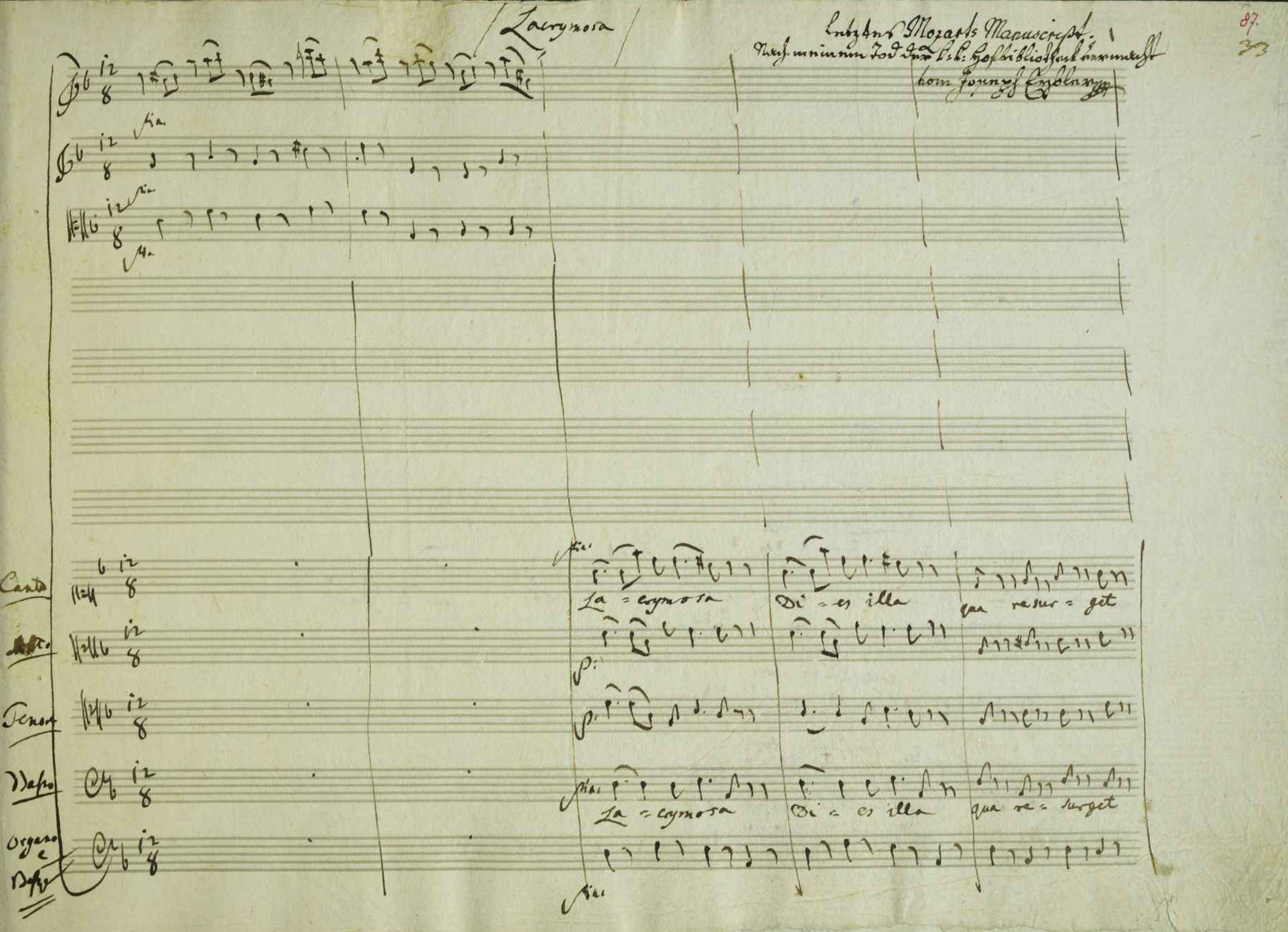
Última página del Réquiem compuesta personalmente por Mozart

## Instrumentación
El Réquiem en re menor KV 626, la última obra de Wolfgang Amadeus Mozart, fue compuesto para orquesta sinfónica, coro y voces solistas (soprano, contralto, tenor y bajo).
Los instrumentos para los que se compuso el Réquiem responden al esquema típico de una orquesta sinfónica de finales del siglo XVIII, pero algo más reducida. Su duración es de aproximadamente 50 minutos, aunque puede variar dependiendo de la interpretación. En la obra intervienen:
- Violines primeros (unos 10 intérpretes)
- Violines segundos (unos 8 intérpretes)
- Violas (unos 6 intérpretes)
- Violonchelos (unos 4 intérpretes)
- Contrabajos (unos 2 intérpretes)
- Corno di bassetto (unos 2 intérpretes)
- Fagotes (2 intérpretes)
- Trompetas (2 intérpretes)
- Trombones (3 intérpretes)
- Timbal (1 intérprete)
- Órgano

## Partes delRéquiem
El Réquiem de Mozart está dividido en ocho bloques. Algunos de ellos, a su vez, se subdividen en otras partes más pequeñas. Cada una de las partes de la obra tienen un final y, dependiendo de la interpretación y del director, la pausa entre una y otra tendrá una mayor o menor duración. Cada una de las partes tiene unos intérpretes, coro, coro+soprano, etcétera. Las partes en las que se divide son:
1. Introitus: Requiem Aeternam (coro y soprano). Compuesto por: Mozart.
2. Kyrie Eleison (coro). Compuesto por: coro y parte de la orquesta (cuerdas, bajo y órgano), Mozart. Parte de la orquesta (viento y percusión), Süssmayr.
3. Sequentia:
  1. Dies Irae (coro). Compuesto por: coro y parte de la orquesta (cuerdas, bajo y órgano), Mozart. Parte de la orquesta (viento y percusión), Süssmayr.
  2. Tuba Mirum (soprano, contralto, barítono y tenor). Compuesto por: solistas y parte de la orquesta (violonchelo, bajo y trombón tenor), Mozart. Orquesta (cuerdas y viento) Süssmayr.
  3. Rex Tremendae (coro). Compuesto por: coro y orquesta (violonchelo, bajo, órgano, violín I) Mozart. Orquesta (cuerdas, vientos y percusión) Süssmayr.
  4. Recordare, Pie Jesu (soprano, contralto, barítono y tenor). Compuesto por: todas las partes de solista y orquesta escritas por Mozart, excepto las de fagot.
  5. Confutatis Maledictis (coro). Compuesto por: parte de coro y orquesta (violonchelo, bajo, violín I y órgano), Mozart; orquesta (cuerdas, viento y percusión): Süssmayr.
  6. Lacrimosa Dies Illa (coro). Compuesto por: los ocho primeros compases, Mozart; el resto, Süssmayr.
4. Offertorium:
  1. Domine Jesu (coro, soprano, contralto, barítono y tenor). Compuesto por: parte de coro, solista y orquesta (violonchelo, bajo y órgano), Mozart; orquesta (cuerdas y viento), Süssmayr.
  2. Hostias (coro). Compuesto por: parte de coro, solista y orquesta (violonchelo, bajo y órgano), Mozart; orquesta (cuerdas y viento), Süssmayr.
5. Sanctus:
  1. Sanctus (coro). Compuesto por: Süssmayr.
6. Benedictus:
  1. Benedictus (coro, soprano, contralto, barítono y tenor). Compuesto por: Süssmayr.
7. Agnus Dei (coro). Compuesto por: Süssmayr.
8. Communio: Lux Aeterna (coro). Repetición de fragmentos del Introito y el Kyrie.

## Texto
El texto original de la misa de réquiem, escrito en latín, se atribuye al franciscano italiano Tomás de Celano (ca. 1250). 
Introitus
1. Requiem aeternam
(coro)
Requiem aeternam dona eis, Domine
et lux perpetua luceat eis.
(soprano)
Te decet hymnus, Deus, in Sion
et tibi reddetur votum in Ierusalem.
(coro)
exaudi orationem meam,
ad te omnis caro veniet.
Kyrie eleison
2. Kyrie eleison
(coro)
Kyrie eleison.
Christe eleison.
Sequenz
3. Dies irae
(coro)
Dies irae, dies illa
solvet saeclum in favilla,
teste David cum Sibylla.
Quantus tremor est futurus
quando iudex est venturus
cuncta stricte discussurus!
4. Tuba mirum
(bajo)
Tuba mirum spargens sonum
per sepulcra regionum
coget omnes ante thronum.
(tenor)
Mors stupebit et natura
cum resurget creatura
judicanti responsura.
Liber scriptus proferetur
in quo totum continetur
unde mundus iudicetur.
(contralto)
Iudex ergo cum sedebit
quidquid latet apparebit,
nil inultum remanebit.
(soprano y cuarteto)
Quid sum miser tum dicturus?
Quem pratonum rogaturus,
cum vix iustus sit securus?
5. Rex tremendae
(coro)
Rex tremendae majestatis
qui salvandos salvas gratis,
salva me fons pietatis!
6. Recordare
(cuarteto)
Recordare, Iesu pie
quod sum causa tuae viae,
ne me perdas illa die.
Quarens me, sedisti lassus,
redemisti crucem passus;
tantus labor non sit cassus.
Iuste iudex ultionis,
donum fac remissionis
ante diem rationis.
Ingemisco, tanquam reus,
culpa rubet vultus meus;
supplicanti parce, Deus.
Qui Mariam absolvisti
et Latronem exaudisti
mihi quoque spem dedisti.
Preces meae non sunt dignae,
sed tu bonus fac benigne
ne perenni cremer igne.
Inter oves locum praesta
et ab haedis me secuestra
statuens in parte dextra.
7. Confutatis
(coro)
Confutatis maledictis,
flammis acribus addictis,
voca me cum benedictis.
Oro supplex et acclinis,
cor contritum quasi cinis,
gere curam mei finis.
8. Lacrimosa
(coro)
Lacrimosa dies illa
qua resurget ex favilla
iudicandus homo reus.
Huic ergo parce, Deus.
Pie Iesu, Domine,
dona eis requiem. Amen.
Offertorium
9. Domine Iesu
(coro)
Domine Iesu Christe, Rex gloriae,
libera animas omnium fidelium defunctorum
de poenis inferni et de profundo lacu.
Libera eas de ore leonis,
ne absorbeat eas tartarus,
ne cadant in obscurum,
(cuarteto)
sed signifer sanctus Michael
repraesentet eas in lucem sanctam,
(coro)
quam olim Abrahae promisisti
et semini eius.
10. Hostias et preces
(coro)
Hostias et preces tibi, Domine,
laudis offerimus.
Tu suscipe pro animabus illis.
quarum hodie memoriam facimus.
Fac eas, Domine,
de morte transire ad vitam,
quam olim Abrahae promisisti
et semini eius.
Sanctus
11. Sanctus
(coro)
Sanctus, sanctus,
sanctus Dominus Deus sabaoth.
Pleni sunt coeli et terra gloria tua.
Hosanna in excelsis.
Benedictus
12. Benedictus
(cuarteto)
Benedictus qui venit
in nomine Domini.
(coro)
Hosanna in excelsis.
Agnus Dei
13. Agnus Dei
(coro)
Agnus Dei, qui tollis peccata mundi,
miserere nobis.
Agnus Dei, qui tollis peccata mundi,
dona nobis pacem.
Agnus Dei, qui tollis peccata mundi,
dona eis requiem sempiternam.
Communio
14. Lux aeternam
(soprano y coro)
Lux aeternam luceat eis, Domine,
cum sanctis tuis in aeternum, quia pius es.
Requiem aeternam dona eis, Domine,
et lux perpetua luceat eis,
cum sanctis tuis in aeternum, quia pius es.

## La fuga "Amén"
En la década de 1960 se descubrió un boceto de una fuga sobre la palabra Amén, que algunos musicólogos (Levin, Maunder) creen que pertenece al Réquiem al final de la secuencia posterior a la Lacrimosa. H. C. Robbins Landon sostiene que esta fuga Amén no estaba destinada al Réquiem, sino que "pudo haber sido para una misa separada inacabada en re menor" a la que también pertenecía el Kyrie K. 341.
Sin embargo, hay pruebas convincentes que sitúan la fuga Amén en el Réquiem basándose en los estudios actuales de Mozart. En primer lugar, el tema principal es el tema principal del Réquiem (enunciado al principio y a lo largo de la obra) en estricta inversión. En segundo lugar, se encuentra en la misma página que un boceto para el Rex tremendae (junto con un boceto para la obertura de su última ópera, La flauta mágica), y por lo tanto seguramente data de finales de 1791. El único lugar donde aparece la palabra "Amén" en cualquier cosa que Mozart escribió a finales de 1791 es en la secuencia del Réquiem. En tercer lugar, como señala Levin en el prólogo de su finalización del Réquiem, la adición de la Fuga Amén al final de la secuencia da como resultado un diseño general que termina cada sección grande con una fuga.